# Kuncsorba
Kuncsorba là một thị trấn thuộc hạt Jász-Nagykun-Szolnok, Hungary. Thị trấn này có diện tích 33,63 km², dân số năm 2010 là 613 người, mật độ 18 người/km².